# Panellus brunneomaculatus
Panellus brunneomaculatus är en svampart som beskrevs av Corner 1986. Panellus brunneomaculatus ingår i släktet Panellus och familjen Mycenaceae.   Inga underarter finns listade i Catalogue of Life.